# Elegistis cunicularis
Elegistis cunicularis är en fjärilsart som beskrevs av Edward Meyrick 1911. Elegistis cunicularis ingår i släktet Elegistis och familjen säckspinnare. Inga underarter finns listade i Catalogue of Life.